# دیپ (سس)
دیپ (انگلیسی: dip) یا سس غوطه‌وری (انگلیسی: Dipping sauce) چاشنی رایج برای بسیاری از انواع غذاها است. دیپ برای افزودن مزه یا بافت به یک غذا مانند نان پیتا، دامپلینگ، تردک، تره‌بار خام خرد شده، میوه‌ها، غذاهای دریایی، تکه‌های مکعبی گوشت و پنیر، چیپس سیب زمینی، چیپس تورتیلا، فلافل، و گاهی حتی ساندویچ‌های کامل استفاده می‌شود. برخلاف سایر سس‌ها، به جای استفاده از سس روی غذا، معمولاً غذا را در سس قرار می‌دهند یا در آن فرو می‌برند.
دیپ‌ها معمولاً برای لقمک‌ها، پیش غذاها و سایر انواع غذا استفاده می‌شود. دیپ‌های ضخیم، بر پایه خامه ترش، کرم فریش، شیر، ماست، سس مایونز، پنیر نرم یا لوبیا می‌باشند و جزء اصلی غذاهای آمریکایی و ضخیم‌تر از پخشینه‌ها هستند که می‌توان آن‌ها را برای ایجاد دیپ رقیق کرد.
دیپ‌ها به اشکال مختلف در سراسر جهان مورد استفاده قرار می‌گیرد و هزاران سال است که مردم از سس‌ها برای غوطه‌وری استفاده می‌کنند.

## فهرست دیپ‌ها
برخی از انواع دیپ عبارتند از:

انواع مختلف چتنی

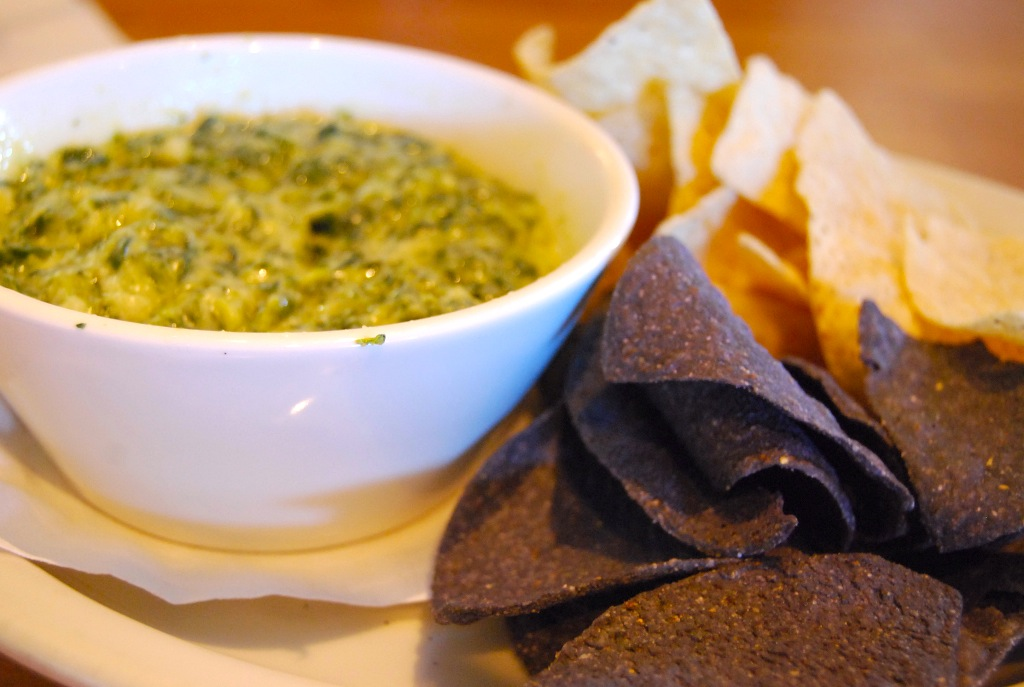
یک دیپ اسفناج و کنگر فرنگی با چیپس تورتیلا

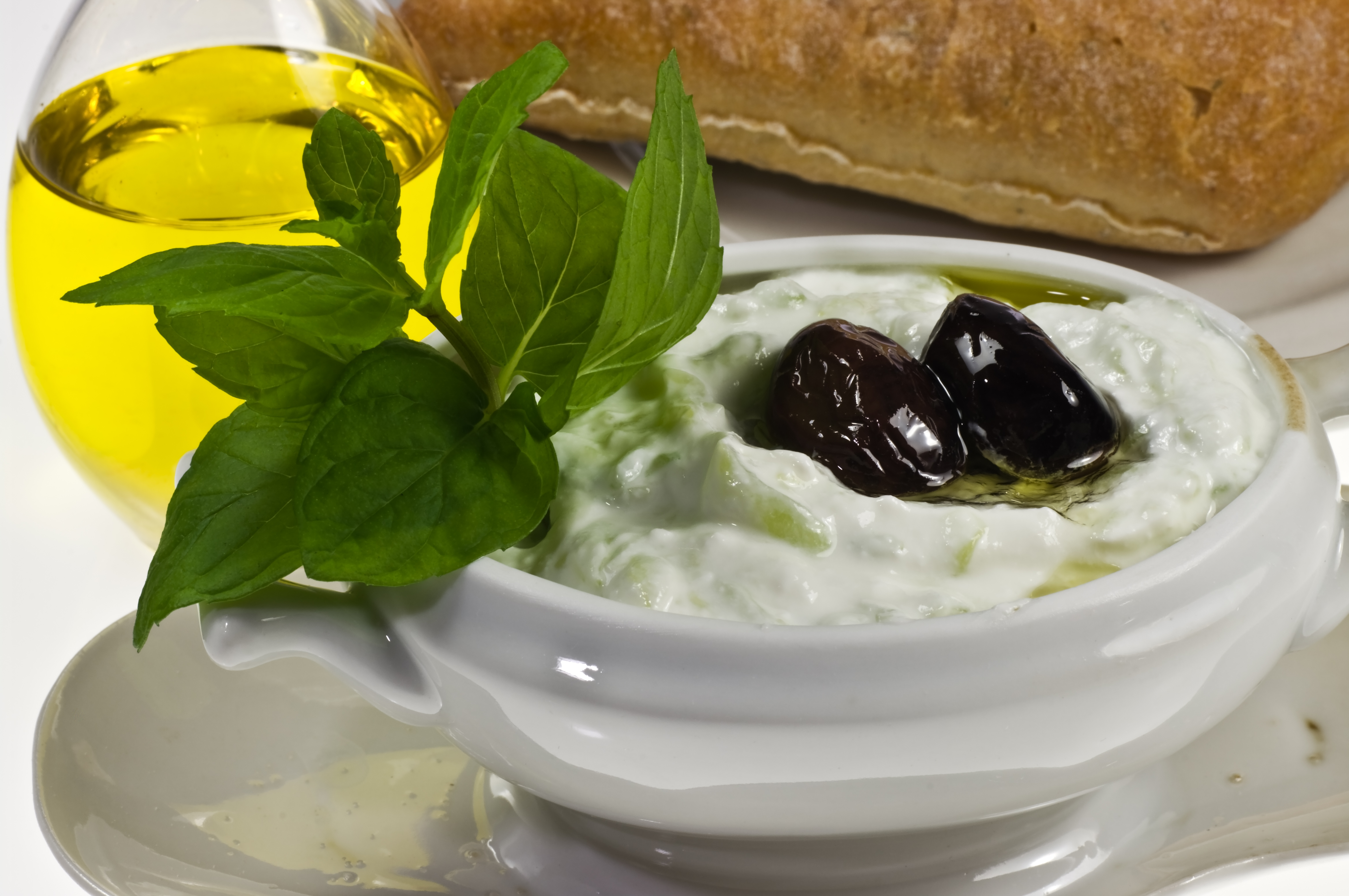
ماست و خیار

- بابا غنوج، دیپ ساخته شده از بادمجان، محبوب در شرق مدیترانه و بخش‌هایی از جنوب آسیا
- کچاپ موز، چاشنی فیلیپینی ساخته شده از موز؛ مشابه کچاپ گوجه فرنگی استفاده می‌شود
- سس تنوری، اغلب برای گوشت‌های کبابی و سرخ شده در ایالات متحده آمریکا استفاده می‌شود
- سس پنیرآبی، معمولاً به عنوان دیپ برای تره‌بار خام یا بوفالو وینگز استفاده می‌شود
- رایو، به عنوان دیپ برای گوشت و دیم سام استفاده می‌شود
- چتنی، با تنقلاتی مانند سمبوسه و پاکوره سرخ شده، دوسا و ادلی استفاده می‌شود
- کچاپ کاری، شکل تندتر سس کچاپ است
- سس ماهی، در غذاهای جنوب شرقی آسیا به عنوان خوراکی برای تنقلات و سایر غذاها استفاده می‌شود
- فوندو، یک سس پنیر آب شده
- سس گریوی، به عنوان دیپ برای نان، مانند غذاهای مغربی استفاده می‌شود
- عسل، یک دیپ متداول برای مرغ و بیسکویت
- خردل، دانه‌های آسیاب شده گیاه خردل؛ انواع آن در غذاهای آسیایی استفاده می‌شود
- سس ترب کوهی، اغلب با ترب کوهی مخلوط با خامه ترش یا سس مایونز
- سس تند، یا سس چیلی، یک دیپ تند تهیه شده از فلفل
- حمص (خوراک)، یک دیپ مخصوص منطقه شام شامل نخود آسیاب شده و ارده کنجد با ادویه جات و آب لیمو
- کچاپ یا سس گوجه‌فرنگی، اغلب با سیب‌زمینی سرخ‌کرده، پیاز حلقه‌ای و طیف گسترده‌ای از غذاها استفاده می‌شود
- سس مارینارا، یک سس گوجه فرنگی که با نان، پیتزا و غیره سرو می‌شود
- سس مایونز، اساس بسیاری از دیپ‌ها، به تنهایی یک دیپ مورد استفاده برای مرغ سرد، سبزیجات، سیب زمینی سرخ کرده و غذاهای دریایی
- سس نعنا، سسی که با برگ‌های آسیاب شده نعناع و سرکه یا ماست درست می‌شود
- ناچوز، برای فرو بردن چیپس تورتیلا
- سس آلو، برای فرو بردن رشته فرنگی سرخ شده، پیراشکی و سایر غذاها استفاده می‌شود
- سس سالسا، اغلب با چیپس تورتیلا استفاده می‌شود
- خامه ترش، به تنهایی یا همراه با سس مایونز یا مواد دیگر، یک روش معمول برای چیپس سیب‌زمینی است
- سس سویا، که اغلب در نعلبکی‌های کوچک برای غوطه ور کردن انواع غذاهای آسیای شرقی سرو می‌شود. برای سوشی و ساشی‌می، واسابی آماده شده با آن مخلوط می‌شود
- سس سیراچا
- سس تارتار، اغلب همراه غذاهای دریایی استفاده می‌شود
- سرکه، برای گوشت‌های کبابی و خرچنگ‌های بخارپز استفاده می‌شود. سرکه بالزامیک نیز معمولاً به عنوان سس دیپ برای نان استفاده می‌شود